# Laguna Pailas
La laguna Pailas  es una laguna boliviana de agua dulce situada en el municipio de El Puente de la provincia de Guarayos en el departamento de Santa Cruz. Se encuentra a una altitud de 185 m s. n. m. cerca al río Grande, presenta una forma irregular y tiene una superficie total de 26,72 km².